# Record de France de natation dames du 400 mètres nage libre
Progression du record de France de natation sportive dames pour l'épreuve du 400 mètres nage libre en bassin de 50 et 25 mètres.

## Bassin de 50 mètres
| Temps            | Athlète             | Naissance | Âge | Club                                     | Compétition                           | Lieu                                | Date              |
| ---------------- | ------------------- | --------- | --- | ---------------------------------------- | ------------------------------------- | ----------------------------------- | ----------------- |
| 7 min 52 s 0     | Suzanne Wurtz       |           |     | Club des Nageurs de Paris                |                                       | Gare                                | 16 septembre 1919 |
| 7 min 47 s 6     | Ernestine Lebrun    |           |     | Enfants de Neptune de Tourcoing          |                                       | Strasbourg                          | 20 août 1921      |
| 7 min 21 s 4     | Ernestine Lebrun    |           |     | Enfants de Neptune de Tourcoing          |                                       | Tourcoing                           | 25 juin 1922      |
| 7 min 06 s 6     | Mariette Protin     |           |     | FFNS                                     |                                       | Villefranche                        | 4 novembre 1923   |
| 7 min 6 s 40     | Ernestine Lebrun    |           |     | Enfants de Neptune de Tourcoing          | Jeux olympiques                       | Paris Stade aquatique des Tourelles | 13 juillet 1924   |
| 6 min 58 s 20    | Mariette Protin     |           |     | FFNS                                     | Jeux olympiques                       | Paris Stade aquatique des Tourelles | 13 juillet 1924   |
| 6 min 56 s 60    | Mariette Protin     |           |     | FFNS                                     | Jeux olympiques                       | Paris Stade aquatique des Tourelles | 14 juillet 1924   |
| 6 min 52 s 2     | Ernestine Lebrun    |           |     | Enfants de Neptune de Tourcoing          |                                       | Tourcoing                           | 10 décembre 1924  |
| 6 min 50 s 0     | Marguerite Ledoux   |           |     | Enfants de Neptune de Tourcoing          |                                       | Tourcoing                           | 28 mars 1926      |
| 6 min 37 s 6     | Marguerite Ledoux   |           |     | Enfants de Neptune de Tourcoing          |                                       | Tourcoing                           | 4 juillet 1927    |
| 6 min 20 s 8     | Marguerite Ledoux   |           |     | Enfants de Neptune de Tourcoing          |                                       | Paris Stade aquatique des Tourelles | 10 juillet 1927   |
| 6 min 17 s 6     | Solita Salgado      |           |     | Mouettes de Paris                        |                                       | Paris Stade aquatique des Tourelles | 21 juillet 1929   |
| 6 min 17 s 6     | Solita Salgado      |           |     | Mouettes de Paris                        |                                       | Paris (Champerret)                  | 30 novembre 1929  |
| 6 min 12 s 6     | Solita Salgado      |           |     | Mouettes de Paris                        |                                       | Gare                                | 14 février 1930   |
| 6 min 05 s 6     | Yvonne Godard       |           |     | Club des Nageurs de Paris                |                                       | Paris (Tourelles)                   | 29 juin 1930      |
| 5 min 54 s 6     | Yvonne Godard       |           |     | Club des Nageurs de Paris                |                                       | Gare                                | 10 décembre 1930  |
| 5 min 49 s 6     | Yvonne Godard       |           |     | Club des Nageurs de Paris                |                                       | Reims                               | 11 juillet 1931   |
| 5 min 47 s 6     | Louisette Fleuret   |           |     | Club des Nageurs de Paris                |                                       | Paris (Tourelles)                   | 16 juillet 1935   |
| 5 min 46 s 4     | Louisette Fleuret   |           |     | Club des Nageurs de Paris                |                                       | Paris (Tourelles)                   | 13 juillet 1936   |
| 5 min 46 s 1     | Louisette Fleuret   |           |     | Club des Nageurs de Paris                | Jeux olympiques                       | Berlin                              | 14 août 1936      |
| 5 min 45 s 5     | Louisette Fleuret   |           |     | Club des Nageurs de Paris                |                                       | Paris (Tourelles)                   | 30 août 1936      |
| 5 min 44 s 6     | Mayanne Jouvenel    |           |     | Mouettes de Paris                        |                                       | Marseille                           | 2 septembre 1942  |
| 5 min 43 s 9     | Colette Thomas      |           |     | Mouettes de Paris                        |                                       | Monaco                              | 14 septembre 1947 |
| 5 min 38 s 5     | Colette Thomas      |           |     | Mouettes de Paris                        |                                       | Marseille                           | 16 septembre 1947 |
| 5 min 37 s 7     | Colette Thomas      |           |     | Mouettes de Paris                        |                                       | Paris (Tourelles)                   | 20 juin 1948      |
| 5 min 35 s 0     | Colette Thomas      |           |     | Mouettes de Paris                        |                                       | Paris (Tourelles)                   | 4 juillet 1948    |
| 5 min 32 s 9     | Colette Thomas      |           |     | Mouettes de Paris                        | Jeux olympiques                       | Wembley                             | 5 août 1948       |
| 5 min 30 s 4     | Colette Thomas      |           |     | Mouettes de Paris                        |                                       | Menton                              | 23 août 1949      |
| 5 min 29 s 6     | Ginette Jany        |           |     | Dauphins du TOEC                         |                                       | Marseille                           | 2 septembre 1949  |
| 5 min 23 s 0     | Colette Thomas      |           |     | Mouettes de Paris                        |                                       | Casablanca                          | 1er octobre 1950  |
| 5 min 16 s 3     | Ginette Jany        |           |     | Cercle des nageurs de Marseille          |                                       | Toulouse                            | 16 septembre 1951 |
| 5 min 09 s 6     | Héda Frost          |           |     | GLE Alger                                |                                       | Alger                               | 30 juillet 1955   |
| 5 min 04 s 5     | Héda Frost          |           |     | GLE Alger                                |                                       | Alger                               | 28 juillet 1959   |
| 5 min 02 s 5     | Héda Frost          |           |     | GLE Alger                                |                                       | Angoulême                           | 17 août 1960      |
| 5 min 00 s 6     | Héda Frost          |           |     | GLE Alger                                | Jeux olympiques                       | Rome                                | 31 août 1960      |
| 4 min 57 s 8     | Annie Vanacker      |           |     | Cercle des nageurs de Marseille          |                                       | Monaco                              | 8 juillet 1964    |
| 4 min 56 s 2     | Annie Vanacker      |           |     | Cercle des nageurs de Marseille          |                                       | Rome                                | 28 juin 1965      |
| 4 min 53 s 5     | Claude Mandonnaud   | 1950      | 16  | PTT Limoges                              |                                       | Paris                               | 12 juin 1966      |
| 4 min 48 s 2     | Claude Mandonnaud   | 1950      | 16  | PTT Limoges                              |                                       | Utrecht                             | 24 août 1966      |
| 4 min 46 s 8 RE  | Claude Mandonnaud   | 1950      | 17  | PTT Limoges                              |                                       | Melbourne                           | 18 février 1967   |
| 4 min 44 s 3 RE  | Marie-José Kersaudy | 1954      | 14  | CN Calédonie                             |                                       | Mourenx                             | 20 juin 1968      |
| 4 min 41 s 1 RE  | Claude Mandonnaud   | 1950      | 18  | ASPTT Limoges                            | Championnats de France                | Paris (Vallerey)                    | 4 août 1968       |
| 4 min 35 s 81    | Claude Mandonnaud   | 1950      | 24  | ASPTT Limoges                            | Championnats de France                | Bordeaux                            | 23 mars 1974      |
| 4 min 33 s 41    | Claude Mandonnaud   | 1950      | 24  | ASPTT Limoges                            | Championnats de France                | Paris (Vallerey)                    | 3 août 1974       |
| 4 min 33 s 10    | Véronique Fernandez |           |     | DAM Ugine                                |                                       | Londres                             | 25 avril 1976     |
| 4 min 32 s 8     | Véronique Fernandez |           |     | DAM Ugine                                |                                       | Poitiers                            | 8 mai 1976        |
| 4 min 31 s 76    | Véronique Fernandez |           |     | DAM Ugine                                |                                       | Bordeaux                            | 23 mai 1976       |
| 4 min 29 s 27    | Véronique Fernandez |           |     | DAM Ugine                                |                                       | Bordeaux                            | 5 juin 1976       |
| 4 min 28 s 39    | Véronique Fernandez |           |     | DAM Ugine                                | Championnats de France                | Paris (Vallerey)                    | 22 juillet 1977   |
| 4 min 27 s 00    | Véronique Fernandez |           |     | DAM Ugine                                | Championnats de France                | Lille                               | 3 mars 1978       |
| 4 min 26 s 88    | Anne Vial           |           |     | Enfants de Neptune de Perpignan          |                                       | Florence                            | 30 juillet 1978   |
| 4 min 25 s 95    | Anne Vial           |           |     | Canet Natation 66                        |                                       | Nanterre                            | 23 mars 1979      |
| 4 min 25 s 88    | Sandra Lacour       | 1967      | 14  | ES Massy                                 |                                       | La Rochelle                         | 3 avril 1981      |
| 4 min 22 s 46    | Sandra Lacour       | 1967      | 14  | ES Massy                                 |                                       | Guadeloupe                          | 24 avril 1981     |
| 4 min 21 s 26    | Sandra Lacour       | 1967      | 14  | ES Massy                                 |                                       | Dunkerque                           | 2 août 1981       |
| 4 min 21 s 26    | Véronique Stéphan   | 1963      | 18  | Mouettes de Paris                        |                                       | Dunkerque                           | 2 août 1981       |
| 4 min 19 s 83    | Sandra Lacour       | 1967      | 15  | ES Massy                                 |                                       | Toulouse                            | 18 mars 1982      |
| 4 min 19 s 52    | Laurence Bensimon   | 1963      | 21  | CS Clichy 92                             | Meeting d'Austin (s)                  | Austin                              | 7 janvier 1984    |
| 4 min 17 s 72    | Laurence Bensimon   | 1963      | 21  | CS Clichy 92                             | Meeting d'Austin (f)                  | Austin                              | 7 janvier 1984    |
| 4 min 16 s 46    | Véronique Jardin    | 1966      | 20  | Stade Français Olympic Courbevoie        |                                       | Rennes                              | 7 mars 1986       |
| 4 min 16 s 21    | Cécile Prunier      | 1969      | 17  | SN Versailles                            |                                       | Nanterre                            | 8 juin 1986       |
| 4 min 15 s 41    | Véronique Jardin    | 1966      | 21  | Stade Français Olympic Courbevoie        |                                       | Buenos Aires                        | 1er mai 1987      |
| 4 min 15 s 13    | Cécile Prunier      | 1969      | 18  | SN Versailles                            |                                       | Vittel                              | 24 mai 1987       |
| 4 min 14 s 01    | Cécile Prunier      | 1969      | 19  | SN Versailles                            |                                       | Rome                                | 11 juin 1988      |
| 4 min 13 s 90    | Cécile Prunier      | 1969      | 19  | SN Versailles                            |                                       | Canet-en-Roussillon                 | 25 juin 1988      |
| 4 min 12 s 76    | Cécile Prunier      | 1969      | 19  | SN Versailles                            | Championnats de France                | Dunkerque                           | 5 août 1988       |
| 4 min 12 s 06    | Alicia Bozon        | 1984      | 17  | Enfants de Neptune de Tours              | Championnats de France (f)            | Chamalières                         | 1er mai 2001      |
| 4 min 10 s 68    | Laure Manaudou      | 1986      | 17  | Cercle des Nageurs de Melun-Dammarie     | Championnats de France (f)            | Saint-Étienne                       | 13 avril 2003     |
| 4 min 08 s 97    | Laure Manaudou      | 1986      | 18  | Cercle des Nageurs de Melun-Dammarie     | Meeting des Girondins de Bordeaux (s) | Bordeaux                            | 22 février 2004   |
| 4 min 08 s 72    | Laure Manaudou      | 1986      | 18  | Cercle des Nageurs de Melun-Dammarie     | Championnats de France (f)            | Dunkerque                           | 19 avril 2004     |
| 4 min 07 s 90    | Laure Manaudou      | 1986      | 18  | Cercle des Nageurs de Melun-Dammarie     | Championnats d'Europe (f)             | Madrid                              | 16 mai 2004       |
| 4 min 06 s 76    | Laure Manaudou      | 1986      | 18  | Cercle des Nageurs de Melun-Dammarie     | Jeux Olympiques (s)                   | Athènes                             | 15 août 2004      |
| 4 min 05 s 34    | Laure Manaudou      | 1986      | 18  | Cercle des Nageurs de Melun-Dammarie     | Jeux Olympiques (f)                   | Athènes                             | 15 août 2004      |
| 4 min 03 s 03 RM | Laure Manaudou      | 1986      | 20  | Cercle des Nageurs de Melun Val de Seine | Championnats de France (f)            | Tours                               | 12 mai 2006       |
| 4 min 02 s 13 RM | Laure Manaudou      | 1986      | 20  | Cercle des Nageurs de Melun Val de Seine | Championnats d'Europe (f)             | Budapest                            | 6 août 2006       |
| 4 min 01 s 13    | Camille Muffat      | 1989      | 23  | Olympic Nice Natation                    | Championnats de France (f)            | Dunkerque                           | 19 mars 2012      |

## Bassin de 25 mètres
| Temps         | +  | Athlète        | Naissance | Âge | Club                                     | Compétition                         | Lieu     | Date             |
| ------------- | -- | -------------- | --------- | --- | ---------------------------------------- | ----------------------------------- | -------- | ---------------- |
| 3 min 56 s 79 | RM | Laure Manaudou | 1986      | 19  | Cercle des Nageurs de Melun Val de Seine | Championnats d'Europe (f)           | Trieste  | 10 décembre 2005 |
| 3 min 56 s 09 | RM | Laure Manaudou | 1986      | 20  | Canet 66 Natation                        | Championnats d'Europe (f)           | Helsinki | 9 décembre 2006  |
| 3 min 54 s 93 |    | Camille Muffat | 1989      | 22  | Olympic Nice Natation                    | Coupe du monde de natation FINA (f) | Berlin   | 21 octobre 2012  |
| 3 min 54 s 85 | RM | Camille Muffat | 1989      | 23  | Olympic Nice Natation                    | Championnats d'Europe (f)           | Chartres | 24 novembre 2012 |